# 168 км (посёлок)
168 км — упразднённый посёлок в Промышленновском районе Кемеровской области России. Входил в состав Тарабаринского сельского поселения. Упразднён в 2012 году как фактически прекративший существование.
Располагался на 168 км ж.-д. линии Юрга — Таштагол.
По данным Всероссийской переписи населения 2010 года, посёлок не имел постоянного населения.